# Montorio nei Frentani
Montorio nei Frentani (Mëndorië in molisano) è un comune italiano di 343 abitanti della provincia di Campobasso in Molise.

## Storia
Il paese di origini antichissime apparteneva alla contea di Larino e successivamente a quella di Loritello nel periodo normanno.
Durante la seconda guerra punica III secolo a.C. il territorio di Montorio fu oggetto di numerose lotte tra Fabio Massimo e Annibale.
Con il crollo dell'Impero romano le popolazioni per sottrarsi alle invasioni barbariche, si raggrupparono nello stesso territorio, dove poi nacque il paese attuale.
Qui furono costruite le prime abitazioni, intorno al castello e alla chiesa già esistenti, che facevano parte del sistema di difesa studiato da Vito Avalerio e dai De Molisio, entrambi conti normanni, come appare nel Catalogo borrelliano intorno al secolo XII.
Montorio così entrò a far parte della Contea di Molise e fu feudo dei De Molisio fino al secolo XIII.

### Simboli
Sullo stemma è raffigurato un monte di tre cime sormontato da una stella d'oro.
Il gonfalone è un drappo di bianco.

## Monumenti e luoghi d'interesse

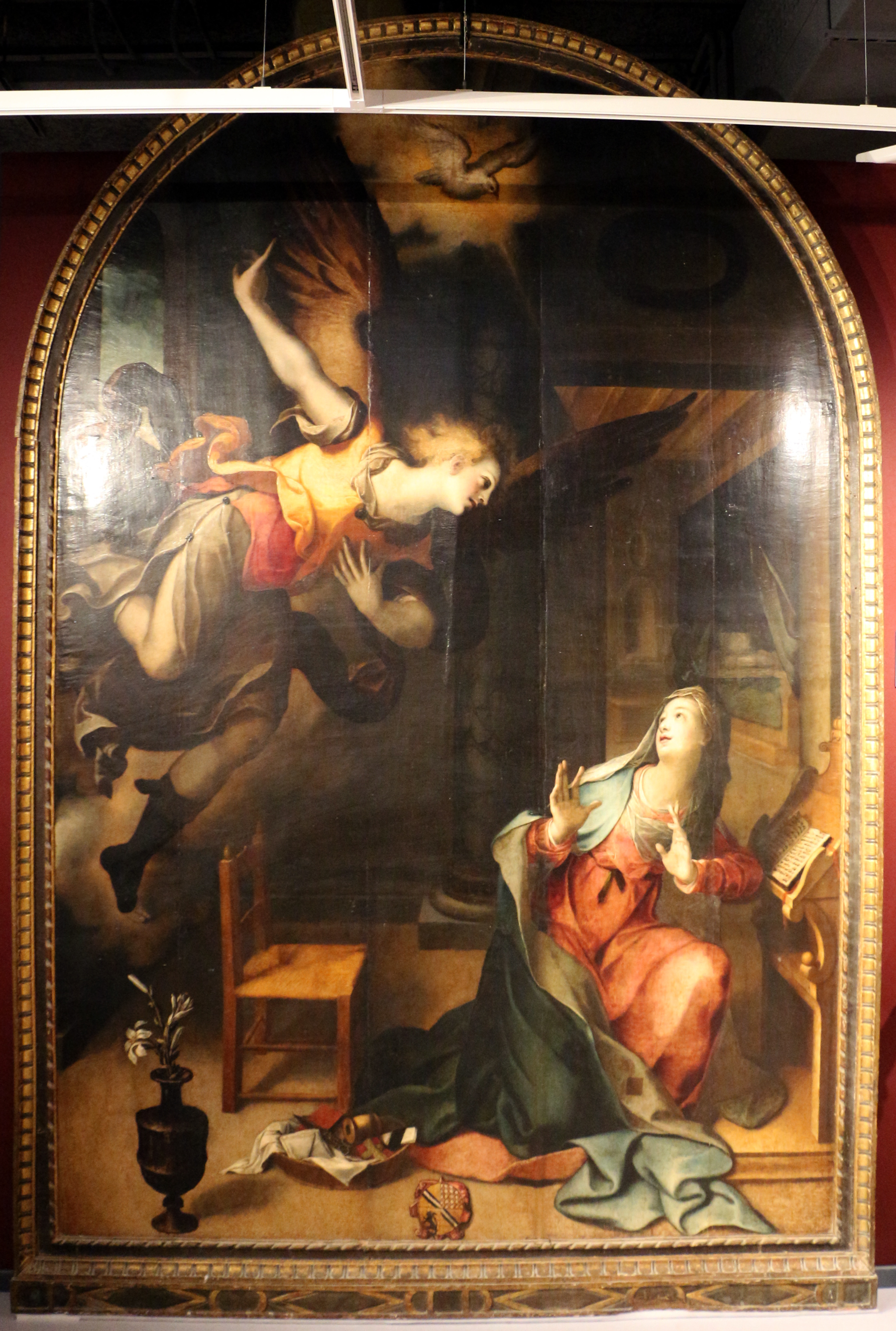
Teodoro d'Errico, pala dell'Annunciazione, chiesa parrocchiale di Montorio

### Chiesa dell'Assunta
Costruita come chiesa normanna,  fu fondata nuovamente nel 1738; dopo che il terremoto del 1656 aveva ridotto le tre navate in una sola. La chiesa oggi ha ancora tre navate ricostruite, con pianta basilicale.
La sobria facciata ha un portale con cornice classicheggiante,  affiancata da una poderosa torre come campanile. L'interno è decorato da un dipinto fiammingo della Vergine Assunta, da una teca con le reliquie di San Costanzo, inoltre vi è un altare con la pala di Santa Caterina d'Alessandria, e soprattutto la pala di Teodoro D'Errico raffigurante l'Annunciazione dell'angelo Gabriele a Maria.

### Chiesa di Santa Maria del Carmine
La piccola chiesa ottocentesca è a navata unica, stile neoclassico. Facciata semplice con finestra centrale e un campanile a vela.

### Palazzo nobile Magliano
In origine forse il castello, il palazzo fu completato dopo la ricostruzione del terremoto del XVII secolo. La possente struttura ha muratura a scarpa,  pianta rettangolare con ingresso scandito da un portale con due colonne doriche.

### Porta urbica
Unico elemento medievale del centro: la porta è stata costruita nel XIII secolo con arcata a sesto acuto.

## Società

### Evoluzione demografica
Abitanti censiti

### Etnie e minoranze straniere
Al 31 dicembre 2022 gli stranieri residenti nel comune erano 7, ovvero il 1,9% della popolazione.:

## Amministrazione
Di seguito è presentata una tabella relativa alle amministrazioni che si sono succedute in questo comune.
| Periodo          | Periodo        | Primo cittadino       | Partito                                       | Carica  | Note  |
| ---------------- | -------------- | --------------------- | --------------------------------------------- | ------- | ----- |
| 25 giugno 1985   | 29 maggio 1990 | Pietro Adovasio       | Democrazia Cristiana                          | Sindaco | [ 7 ] |
| 29 maggio 1990   | 24 aprile 1995 | Nicola Pappalardi     | Movimento Sociale Italiano - Destra Nazionale | Sindaco | [ 7 ] |
| 24 aprile 1995   | 16 giugno 1998 | Guido Ranellucci      | Partito Democratico della Sinistra            | Sindaco | [ 7 ] |
| 30 novembre 1998 | 27 maggio 2003 | Nicola Pappalardi     | lista civica                                  | Sindaco | [ 7 ] |
| 27 maggio 2003   | 15 aprile 2008 | Paolo Carfagnini      | lista civica                                  | Sindaco | [ 7 ] |
| 15 aprile 2008   | 27 maggio 2013 | Paolo Carfagnini      | lista civica                                  | Sindaco | [ 7 ] |
| 27 maggio 2013   | 10 giugno 2018 | Pellegrino Nino Ponte | lista civica: Paese nuovo                     | Sindaco | [ 7 ] |
| 10 giugno 2018   | 14 maggio 2023 | Pellegrino Nino Ponte | lista civica: Paese nostro                    | Sindaco | [ 7 ] |
| 14 maggio 2023   | in carica      | Pellegrino Nino Ponte | lista civica: Montorio luogo dell'anima       | Sindaco | [ 7 ] |

## Sport
Il piccolo paese vanta una squadra di calcio a 5, il Montorio nei Frentani C5 che gioca nel campionato di Serie C1 molisano.